# Glee: The Music, Volume 6
Glee: The Music, Volume 6 — восьмой альбом саундтреков к американскому музыкальному телесериалу «Хор», который транслируется телеканалом Fox в США и Канаде. Выход альбома состоялся 23 мая 2011 года на лейблах Columbia Records и 20 Century Fox; он стал шестым и последним релизом из сопровождавших второй сезон и включал в себя, помимо кавер-версий, три оригинальных композиции, в том числе «Light Up the World», написанную в соавторстве со шведским композитором Максом Мартином специально для сериала. Все восемнадцать треков альбома были выпущены в качестве синглов посредством цифровой дистрибуции и доступны для скачивания в сети.

## Создание
О выпуске последнего альбома второго сезона было объявлено 3 мая 2011 года; в него вошли композиции из эпизода «A Night of Neglect» и последующих. Последние три трека альбома — «As Long As You’re There», «Pretending» и «Light Up the World» — являются оригинальными. В работе над песней «As Long As You’re There» участвовала певица Чарис Пемпенгко, которая сыграла в сериале роль Саншайн Коразон, а автором композиции «Light Up the World» стал Макс Мартин, ранее написавший для сериала «Loser Like Me», которая вошла в Glee: The Music, Volume 5. Помимо этого в работе над альбомом отметились несколько приглашённых актёров, которые исполнили песни в сериале: Гвинет Пэлтроу поучаствовала в композиции «Turning Tables» в роли Холли Холлидей, Кристин Ченовет — в «Dreams» в роли Эйприл Роудс, и Джонатан Грофф в «Rolling in the Deep» в роли Джесси Сент-Джеймса. Выход альбома состоялся 23 мая 2011 года, за две недели до окончания второго сезона, а композиция «Light Up the World» была выпущена несколькими днями ранее, 10 мая, на официальном сайте Райана Сикреста.
Альбом добрался до четвёртой строчки в Billboard 200 и три недели лидировал в Billboard’s Soundtracks. Количество проданных копий за первую неделю едва превысило 80 000, что стало самым низким показателем после мини-альбома Glee: The Music, The Rocky Horror Glee Show, который стартовал с 48 000 копий, и меньшим, чем у предыдущего релиза, Glee: The Music Presents the Warblers. В течение второй недели было продано 25 000 копий альбома.

## Синглы
Все песни были выпущены в качестве синглов посредством цифровой дистрибуции. Кавер-версия «Turning Tables» певицы Адель, исполненная Гвинет Пэлтроу, добралась до 66 строчки в чартах Canadian Hot 100 и Billboard Hot 100 и была продана в количестве 47 000 копий за первую неделю. Мэшап композиций «I Feel Pretty» из мюзикла «Вестсайдская история» и «Unpretty» группы TLC, исполненный актрисами Лией Мишель и Дианной Агрон поднялся до 22 строчки в Billboard Hot 100 и входит в первые сорок лучших песен чартов Канады, Ирландии и Великобритании. Сингл был продан в количестве 112 000 копий, а для «I Feel Pretty» это стало первым попаданием в список Hot 100.

## Список композиций
| №   | Название                                             | Автор(ы)                                                                                       | Оригинал                         | Длительность |
| --- | ---------------------------------------------------- | ---------------------------------------------------------------------------------------------- | -------------------------------- | ------------ |
| 1.  | «Turning Tables» (при участии Гвинет Пэлтроу)        | Адель Адкинс, Райан Теддер                                                                     | Адель                            | 4:06         |
| 2.  | «I Feel Pretty / Unpretty»                           | Леонард Бернстайн, Стефан Сондхейм / Кори Гловер, Майкл Сайринсон, Даллас Остин, Тионн Уоткинс | Вестсайдская история / TLC       | 3:59         |
| 3.  | «As If We Never Said Goodbye»                        | Дон Блэк, Кристофер Хэмптон, Эндрю Ллойд Уэббер                                                | Бульвар Сансет                   | 4:54         |
| 4.  | «Born This Way»                                      | Стефани Джерманотта, Джепп Лаурсен, Пол Блер, Фернандо Гарибай                                 | Леди Гага                        | 4:06         |
| 5.  | «Dreams» (при участии Кристин Ченовет)               | Стиви Никс                                                                                     | Fleetwood Mac                    | 4:16         |
| 6.  | «Songbird»                                           | Кристин МаВи                                                                                   | Fleetwood Mac                    | 3:18         |
| 7.  | «Go Your Own Way»                                    | Линдсей Бакинхем                                                                               | Fleetwood Mac                    | 3:41         |
| 8.  | «Don’t Stop»                                         | Кристин МакВи                                                                                  | Fleetwood Mac                    | 3:17         |
| 9.  | «Rolling in the Deep» (при участии Джонатана Гроффа) | Пол Эпворт                                                                                     | Адель                            | 3:24         |
| 10. | «Isn’t She Lovely»                                   | Стиви Уандер                                                                                   | Стиви Уандер                     | 1:38         |
| 11. | «Dancing Queen»                                      | Бенни Андерссон, Бьорн Ульвеус, Стиг Андерсон                                                  | ABBA                             | 3:39         |
| 12. | «Try a Little Tenderness»                            | Ирвинг Кинг, Гарри М. Вудс                                                                     | Отис Реддинг                     | 4:01         |
| 13. | «My Man»                                             | Жак Шарль, Ченнинг Поллак, Альберт Вельметц                                                    | Смешная девчонка                 | 2:15         |
| 14. | «Pure Imagination»                                   | Лесли Брикасс, Энтони Ньюли                                                                    | Вилли Вонка и шоколадная фабрика | 3:18         |
| 15. | «Bella Notte»                                        | Пегги Ли, Сонни Бёрк                                                                           | Леди и Бродяга                   | 2:31         |
| 16. | «As Long as You’re There»                            | Адам Андерс, Пир Асторм, Клод Келли                                                            | оригинальная композиция          | 4:16         |
| 17. | «Pretending»                                         | Адам Андерс, Пир Асторм, Шелли Пейкен                                                          | оригинальная композиция          | 3:57         |
| 18. | «Light Up the World»                                 | Адам Андерс, Пир Асторм, Макс Мартин, Карл Шустер, Саван Котеча                                | оригинальная композиция          | 3:43         |

## Чарты и сертификации
| Чарт (2011)              | Максимальная позиция |
| ------------------------ | -------------------- |
| ARIA Charts              | 3                    |
| Canadian Albums Chart    | 4                    |
| Irish Albums Chart       | 5                    |
| Mexican Albums Chart     | 49                   |
| Netherlands Albums Chart | 83                   |
| New Zealand Albums Chart | 3                    |
| UK Albums Chart          | 6                    |
| US Billboard 200         | 4                    |
| US Billboard Soundtracks | 1                    |

| Страна    | Сертификация |
| --------- | ------------ |
| Австралия | Золотой      |